# James Beaumont Neilson
Pour les articles homonymes, voir Neilson.
James Beaumont Neilson (1792 - 1865) est un industriel et inventeur écossais, pionnier dans l'utilisation du vent chaud au haut fourneau.
Pendant la première Révolution industrielle, le haut fourneau, en adoptant le coke, s'affranchit de la pénurie et du coût du charbon de bois. Mais il faut un  coke pauvre en soufre et mécaniquement résistant, alors que les gisements de charbon de qualité sont encore peu connus.
En 1828, James Beaumont Neilson brevette une amélioration fondamentale consistant à préchauffer l’air soufflé dans le haut fourneau. De 1829 à 1831, il met au point un four capable de souffler un vent porté à une température de 315 °C, économisant ainsi le coke nécessaire à la chauffe du haut fourneau. La consommation de combustible et la productivité des forges de la Clyde augmentent spectaculairement :
| Date                  | Vent   | Combustible (kg/t fonte), | Fonte (kg/j.) |
| Premier semestre 1829 | Froid  | Coke : 8 060              | 1 607         |
| Premier semestre 1830 | 150 °C | Coke : 5 160              | 2 353         |
| 1833                  | 315 °C | Houille : 2 280           | 3 556         |

L’appareil utilisé comporte cependant de nombreux défauts de conception, et il faut également adopter quelques précautions, en particulier pour le refroidissement des tuyères . Bien que Neilson n'en cache pas les faiblesses, son intérêt comme sa rentabilité sont évidents, surtout pour les hauts fourneaux qui, faute de houille compatible, n'ont pas encore effectué leur transition vers le coke. 
D'autres inventeurs parachèveront l'idée de Neilson :
- Wilhelm von Faber du Faur initiera la récupération des gaz du gueulard dont la combustion fournit une énergie thermique autrefois perdue. Ces gaz peuvent servir de combustible au préchauffeur d'air, mais aussi pour les machines à vapeur[2].
- Edward-Alfred Cowper et Thomas Whitwell inventeront une nouvelle génération de fours de réchauffage de l'air, fonctionnant avec l'accumulation et la restitution de chaleur au lieu de la conduction.

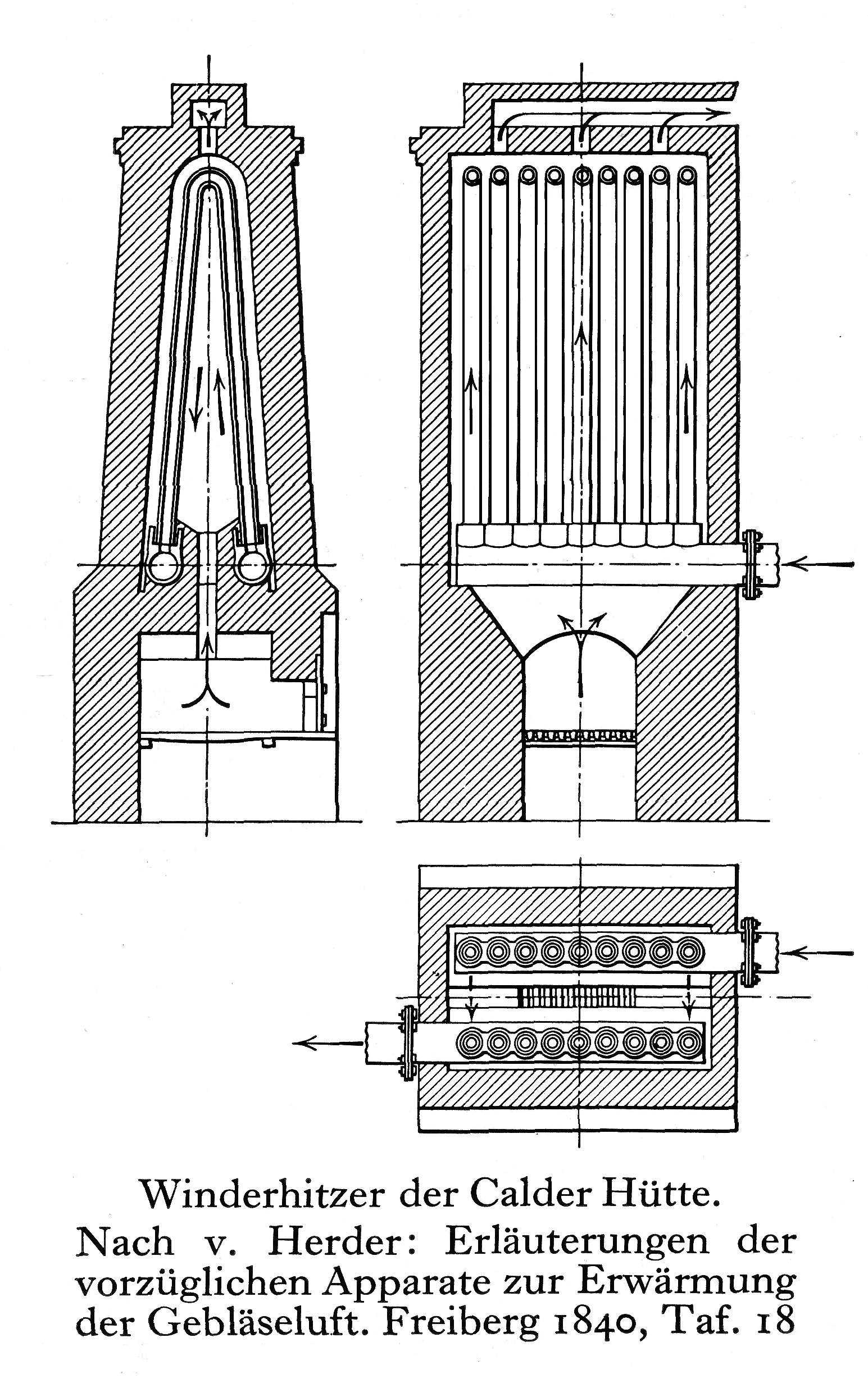
Schéma de l'appareil de chauffage de l'air inventé par Neilson
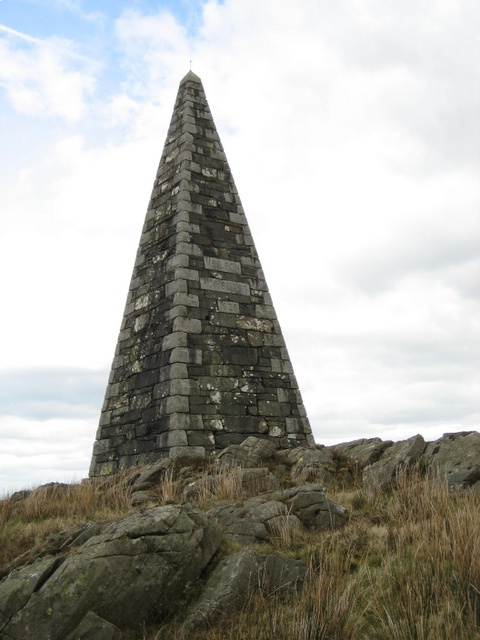
Monument élevé à la mémoire de James Beaumont Neilson